# Катарангра
Катарангра (рос. Катарангра) — станція Могочинського регіону Забайкальської залізниці Росії, розташована на дільниці Куенга — Бамівська між станціями Ксеньєвська (відстань — 20 км) і Артеушка (17 км). Відстань до ст. Куенга — 294 км, до ст. Бамівська — 455 км; до транзитного пункту Каримська — 526 км.